# Cheiloporina
Cheiloporina is een geslacht van mosdiertjes uit de familie van de Cheiloporinidae. De wetenschappelijke naam van het geslacht is voor het eerst geldig gepubliceerd in 1923 door Ferdinand Canu en Ray Smith Bassler.

## Soorten
De volgende soorten zijn bij het geslacht ingedeeld:
- Cheiloporina circumcincta (Neviani, 1896)
- Cheiloporina filamentosa (Kirkpatrick, 1890)
- Cheiloporina flava Canu & Bassler, 1929
- Cheiloporina grimaldii (Jullien, 1903)
- Cheiloporina haddoni (Harmer, 1902)
- Cheiloporina irregularis Canu & Bassler, 1929
- Cheiloporina malayana Harmer, 1957
- Cheiloporina perforata  (Okada, 1923)
- Cheiloporina scopulifera Harmer, 1957

Niet geaccepteerde soorten:
- Cheiloporina inermis Busk, 1880 → Cheilopora inermis (Busk, 1860)
- Cheiloporina sincera Smitt, 1868 → Cheilopora sincera (Smitt, 1867)